# جیمز گیلبرت (بازیگر)
جیمز گیلبرت (به انگلیسی: James Gilbert) (زاده ۱۵ ژانویهٔ ۱۹۸۲) بازیگرکانادایی است.
از فیلم‌های معروف او می‌توان به بازی در فیلم تودورها اشاره کرد.